# Стадион СЕФКУ
Стадион СЕФКУ (енгл. CEFCU Stadium скраћено од енгл. Citizens Equity First Credit Union) је вишенаменски стадион, који се налази у Сан Хозеу, (Калифорнија, САД). Капацитет 21.520 места за седење. 
У власништву Државног универзитета Сан Хозе и стадион је дугогодишњи дом америчког фудбала универзитета. Стадион је такође повремене домаћин средњошколаких фудбалских утакмица и церемоније отварања универзитета сваке године током викенда Дана сећања. Познат као „Стадион Спартан” више од осам деценија, преименован је у данашњи назив, Стадион СЕФКУ, 2016. године.
Стадион СЕФКУ је био домаћи терен за Сан Хозе ертквејкси (првобитно Сан Јосе Клаш) из МЛСа од почетка лиге 1996. до сезоне 2005. Остали корисници укључују оригиналне Сан Јосе ертквејкси из Северноамеричке фудбалске лиге од 1974. до 1984. године, Сан Хозе цајберрејси из Уједињене женске фудбалске асоцијације од 2001. до 2003. и Сан Франциско драгонс из Мајор лиге Лакроса 2008. Сокер бовл '75 је такође одржан у СЕФКУ.
Током зиме и пролећа 2009. године, терен за игру са природном травом на стадиону је уклоњен и замењен са Фиелдтурфом, новом генерацијом вештачке траве са испуном од гуме и песка. Ово побољшање је резултирало значајним уштедама за универзитет у коришћењу воде, ђубрива и семена. Овај пројекат је завршен на време за церемонију отварања у мају 2009. године.
Стадион је такође добио значајне надоградње семафора и звучног система 2011. и 2020. године. Ово је укључивало инсталацију ХД видео екрана компаније „Дактроникс” на јужном крају стадиона 2011. године и нову, много већу видео плочу на северном крају 2020. године.

## Историја стадиона
Првобитно изграђен пре 89 година као објекат са 4.000 седишта, стадион СЕФКУ је реновиран и проширен током наредних година. Најновија доградња је уследила 1980-их када је капацитет стадиона проширен са 18.000 на отприлике 31.000 седења, додавањем боксова и горње терасе на западној страни.
Терен је проширен и извршена су друга реновирања за фудбалски тим Сан Хозе ертквејкси током 1998. године, у складу са званичним прописима ФИФА. Као резултат ових реновирања, уклоњени су делови трибина најближих игралишту, чиме су расположива места за све спортове смањена на 30.456. Капацитет седећих места је остао на 30.456 до 2019. године, када је привремено смањен на 21.520 као део великог пројекта реновирања стадиона на источној страни. Планирано је да пројекат буде завршен у августу 2023. године.
У августу 2016. године, „Ситизенс Еквити Ферст Кредит Јунион − СЕФКУ” (Citizens Equity First Credit Union) купио је искључива права на име за стадион Спартан за 8,7 милиона долара. Уговор између СЕФКУа и Државног универзитета Сан Хозе трајаће 15 година. СЈСУ је био први универзитет у систему Калифорнијског државног универзитета и други универзитет у држави Калифорнији који је постигао такав договор. СЕФКУ спонзорски уговор је означио трећи такав аранжман међу 12 фудбалских чланова Маунтајн вест конференције. Исплата од 8,7 милиона долара ће се првенствено користити за спортске стипендије, спортске операције и спортске објекте.

## Интернационалне фудбалске утакмице
| Датум               | Такмичење                     | Екипа    | Рез   | Екипа           | Посета |
| ------------------- | ----------------------------- | -------- | ----- | --------------- | ------ |
| 14. фебруар 1986.   | Пријатељска                   | Мексико  | 1 : 2 | Источна Немачка | 6.000  |
| 19. јун 1999.       | СП за жене 1999. Група Ц      | Јапан    | 1 : 1 | Канада          | 23.298 |
| 19. јун 1999.       | СП за жене 1999. Група Д      | Шведска  | 1 : 2 | Кина            | 23.298 |
| 30. јун 1999.       | СП за жене 1999. Четвртфинале | Кина     | 2 : 0 | Русија          | 21.411 |
| 30. јун 1999.       | СП за жене 1999. Четвртфинале | Норвешка | 3 : 1 | Шведска         | 21.411 |
| 27. септембар 2000. | Пријатељска                   | Мексико  | 1 : 0 | Боливија        | 30.154 |